# Komisja Porozumiewawcza Stronnictw Demokratycznych
Komisja Porozumiewawcza Stronnictw Demokratycznych (KPSD) – reprezentacja polityczna stronnictw lewicy niepodległościowej działająca w latach 1917-1918.
Powstała w Warszawie w miejsce rozwiązanego w czerwcu 1917 roku Centralnego Komitetu Narodowego. Działała do końca I wojny światowej.
W jej skład weszły: Polska Partia Socjalistyczna, Polskie Stronnictwo Ludowe „Wyzwolenie”, Partia Niezawisłości Narodowej, Zjednoczenie Stronnictw Demokratycznych, Polska Organizacja Wojskowa i Liga Kobiet Pogotowia Wojennego. Jej głównymi działaczami byli: Kazimierz Bagiński, Norbert Barlicki, Aleksander Bogusławski, Medard Downarowicz, Stanisław Kempner, Wacław Łypacewicz, Stanisław Osiecki, Franciszek Paschalski, Juliusz Poniatowski, Feliks Perl, Franciszek Sokal, Tadeusz Szpotański, Artur Śliwiński, Eugeniusz Śmiarowski, Stanisław Thugutt, Bronisław Ziemięcki. Z ramienia POW brał udział w pracach Komisji głównie Jan Opieliński-Zdanowicz.
Na terenie Królestwa Polskiego działały także regionalne reprezentacje stronnictw lewicy niepodległościowej podporządkowane KPSD, np. Wydział Narodowy Lubelski i Okręgową Komisję Porozumiewawczą Stronnictw Niepodległościowych w Kielcach.
KPSD opowiadała się za odzyskaniem pełnej niepodległości przez Polskę. Odbudowane państwo polskie miało być republiką demokratyczną, której naczelną instytucją miał być sejm, wybierany w oparciu o pięcioprzymiotnikowe prawo wyborcze. Stała w opozycji wobec niemieckich i austro-węgierskich władz okupacyjnych Królestwa Polskiego. Zwalczała Radę Regencyjną i Radę Stanu. Po nieudanych pertraktacjach ze stronnictwami prawicowymi ugrupowania tworzące KPSD stały się podstawą polityczną utworzonego w nocy z 6 na 7 listopada 1918 roku Tymczasowego Rządu Ludowego Republiki Polskiej w Lublinie pod przewodnictwem Ignacego Daszyńskiego.